# Чешский этап FIA WTCC
Чешский этап FIA WTCC — одно из официальных соревнований чемпионата мира среди легковых автомобилей, всю историю своего существования проводившееся на гоночной трассе имени Масарика в Чехии.

## История
Чешский этап впервые появился в календаре серии во время её второго сезона в возрождённом виде — в 2006-м году. Первый розыгрыш приза прошёл в сентябре; затем, в 2007-09 и 2011 годах, соревновательный уик-энд приходился на июнь; в 2010 — на начало августа.
Неизменными фаворитами гонки по праву считаются гонщики BMW: представители баварского концерна лишь пять за 12 гонок упустили победу в рамках заездов этапа. Своеобразным рекордсменом этапа по числу побед можно считать Роба Хаффа — британец единственный, кто побеждал на этапе больше двух раз, при этом выступая не на BMW.

## Победители прошлых лет
| Сезон | Пилот                         | Конструктор | Трасса                | Статья |
| ----- | ----------------------------- | ----------- | --------------------- | ------ |
| 2011  | Гонка 1 : Роб Хафф            | Chevrolet   | Трасса имени Масарика | Отчёт  |
| 2011  | Гонка 2 : Иван Мюллер         | Chevrolet   | Трасса имени Масарика | Отчёт  |
| 2010  | Гонка 1 : Роб Хафф            | Chevrolet   | Трасса имени Масарика | Отчёт  |
| 2010  | Гонка 2 : Энди Приоль         | BMW         | Трасса имени Масарика | Отчёт  |
| 2009  | Гонка 1 : Алессандро Дзанарди | BMW         | Трасса имени Масарика | Отчёт  |
| 2009  | Гонка 2 : Серхио Эрнандес     | BMW         | Трасса имени Масарика | Отчёт  |
| 2008  | Гонка 1 : Алессандро Дзанарди | BMW         | Трасса имени Масарика | Отчёт  |
| 2008  | Гонка 2 : Габриэле Тарквини   | SEAT        | Трасса имени Масарика | Отчёт  |
| 2007  | Гонка 1 : Феликс Портейро     | BMW         | Трасса имени Масарика | Отчёт  |
| 2007  | Гонка 2 : Йорг Мюллер         | BMW         | Трасса имени Масарика | Отчёт  |
| 2006  | Гонка 1 : Йорг Мюллер         | BMW         | Трасса имени Масарика | Отчёт  |
| 2006  | Гонка 2 : Роб Хафф            | Chevrolet   | Трасса имени Масарика | Отчёт  |